# الدوري السويدي الدرجة الأولى 2008
الدوري السويدي الدرجة الأولى 2008 (بالسويدية: Division 1 i fotboll för herrar 2008)‏ هو موسم من الدوري السويدي الدرجة الأولى. فاز فيه نادي سيريانسكا.